# ちゃらんぽらん
ちゃらんぽらんは、かつて吉本興業東京本社で活動していた日本のお笑いコンビ。1979年結成。『お笑いスター誕生!!』（日本テレビ）で有名となりフリーで活動していたところを推挙されて吉本興業に入ったという、異色の経歴の漫才師である。当初のコンビ名は「ザ・ちゃらんぽらん」。2008年2月、大西の引退により、コンビ解散。

## メンバー
大西 浩仁（現：大西 幸仁。おおにし こうじん、1961年1月17日 - ）
- ツッコミ担当。兵庫県尼崎市出身。京都精華大学美術（現・芸術）学部造形学科洋画コース卒業[1]。
- 冨好のボケに対し、何かにつけて上半身を大きく後ろに仰け反らせながら「ちゅ〜〜と（中途）半端やなぁ〜!!」と叫ぶツッコミを連発する。最後には観客も巻き込んで「では皆さんご一緒に！」の口上を合図に、会場全体で「中途半端やなぁ～！！！」を合唱し、大西が仰け反りからそのまま後ろに倒れこんでネタを締める。
- 2008年2月14日、以前から続けている絵画の活動に専念するため、吉本興業との専属契約を解消し、芸能界を引退。翌日行われた記者会見では、吉本に対する感謝とともに怒りや不満も述べている[2]。
  - 2019年7月、自身のYouTubeチャンネルにて吉本興業を辞めた理由を、「林正之助および創業者一族を追い出した会社の方針」「芸人という虚像を演じ続けなければならないこと」と語った。また同時期に起きたお笑い芸人による闇営業問題にも触れている[3]。
  - 「私の絵を飾っている所は繁盛すると評判になっている」とイベント等で語っている。1996年の神戸二紀展、関西二紀展にて入選。2000年の二紀展（全国大会）でも入選した[1]。
- 実家は阪急塚口駅近くで銭湯「塚口温泉」を経営していたが、阪神・淡路大震災により被災し廃業した（発生日が誕生日でもある）。同所で漫才を披露していたこともあった。銭湯の廃業後はテナントビルとなり、2006年にはビルの1階に自身の作品を展示する「太陽美術館」を開館した[1]。近くには、CM出演していたミドリ電化の本社があった。
- 現在は岡山県矢掛町へ移住し、アトリエを構えている。また自身のYouTubeチャンネルも開設している[4]。
- 阪急ブレーブス時代からのオリックスファンである。
- 娘はYouTuberのあさぎーにょ[5]。
- 両名共に高校の同期生に松本隆博がいる。

冨好 真（とみよし まこと、1960年10月6日 - ）
- ボケ担当。兵庫県尼崎市出身。大阪経済大学卒業。血液型はO型。
- すべて中途半端なうえにボケもイマイチだったことが、上述した「ちゅ～～と（中途）半端やなぁ～!!」というツッコミの由来である（木村佳史により考案）。
- 兄は元競艇選手であり兵庫支部長も務めた冨好和幸（故人。2016年没[6]）。それが縁となり単独による競艇場イベントへの出演も多い。長男も元競艇選手の冨好祐真（2023年12月引退[7][8]）。なお、ボートレースでは親族が舟券を購入する際、選手本人が不正等に関与していないか徹底的に調査追及されるため自粛するよう言われていた（法的には競艇選手の親族による舟券購入は禁止されていない）。そのため、これまでの人生で一度も購入した経験がなく、祐真の引退によって「ようやく舟券が買える」と喜んだ[9]。
- 埼玉西武ライオンズのファン。スポーツ番組などの「パ・リーグ球団ファン座談会」企画には岡田圭右、森脇健児と共に出演する。21歳のころ、アルバイトしていたものまねパブに来店した永射保と知り合ったことで西武ファンとなった。それまでは父の影響から強いて言えば阪急ブレーブスファンだった。
- 大学時代から漫才に取り組んでいたが第一志望はアナウンサーだった。通っていたアナウンス学校では原田年晴が共に学んでいる。関西テレビアナウンス試験の最終選考まで残った。相方は美術教師志望だったが、テレビ収録が重なったことで教育実習へ参加できず、漫才師になる決意をした。
- ファミリーレストランのハラダをかわいがっている。また芸人仲間で「冨好鍋」という親睦会を開いている。
- 月亭八方の言いそうなフレーズ「さりとて」「よしんば」などを織り交ぜたものまねを得意とする。その他のものまねレパートリーに桑田佳祐、郷ひろみ、玉置浩二、森進一、新沼謙治などがある。
- 現在はピン芸人として活動。特定の人物や出来事について「知らんわ〜」とぼやきながら、本人や当事者のみが知り得るような極めて細かな豆知識を披露する、という形式の漫談などを行う。

## 略歴
1979年（大学1年次）、兵庫県立尼崎北高等学校の同級生だった二人がコンビを結成。漫才ブームが到来した1980年、「素人MANZAI大賞」にて優勝しプロになることを決意した。同年11月29日、「ザ・ちゃらんぽらん」としてお笑い芸人のオーディション番組「お笑いスター誕生!!」（日本テレビ系）に初挑戦し、1986年（番組終了年）まで出演し続けた(グランプリシリーズでは9週目挑戦が最高記録)。当時は芸能事務所に在籍せず、「officeちゃらんぽらん」としてフリーの立場で余興・営業などで活動していた。1983年3月、大学卒業を機にプロへ転向。1984年1月、コンビ名を「ザ・ちゃらんぽらん」から「ちゃらんぽらん」へ改名する。
1985年1月15日、「第6回ABC漫才・落語新人コンクール」の漫才の部・最優秀新人賞を獲得。これを皮切りに「第15回NHK上方漫才コンテスト」（2月7日）最優秀賞、「第20回上方漫才大賞」新人賞ならびに当時の在阪局主催の新人賞を総なめにする。同時期には藤本義一の主宰する「笑の会」に参加。同年1月19日の「お笑いスター誕生!!」における「第4回オープントーナメントサバイバルシリーズ」では、大阪でブレイク前のダウンタウンらと勝ち進んだ準決勝では95点（準決勝2位）を叩き出し、決勝にて84点（敢闘賞）を記録。5月18日の「第5回オープントーナメントサバイバルシリーズ」では、同シリーズがお笑い芸人デビューとなるウッチャンナンチャンら4組による決勝にて91点を獲得し優勝。
1986年より東京へ活動拠点を移すも翌年帰阪。1987年に開場し盛り上がっていたなんばグランド花月へ何気なく見に行ったところ、林正之助会長から推挙され同年に吉本興業へ所属。その間、やしきたかじんが代表を務めたP.I.Sに所属していた時期もある。
2008年、コンビ解散。同年、冨好は三善英史と「みよしとみよし」のコンビ名でM-1グランプリに挑戦したが、2回戦敗退となった。
2009年以降の冨好は「ちゃらんぽらん冨好」名義でピンの漫談家として舞台に上がっている。その際「48歳中途半端な男前、冨好です」の口上で登場する。同年R-1ぐらんぷりに出場し、EXILEのネタで準決勝進出。同様のネタを爆笑レッドカーペットでも披露し、レッドカーペット賞を受賞。ネタでは「EXILE知らんわ〜」とうそぶくが実は大ファンであり、2006年のEXILEボーカルオーディションへも参加した（結果は落選）。冨好は爆笑レッドカーペットへ4回出演し、その内の3回が2時間スペシャルであるため、2時間スペシャルの男と自称している。
当初は新たな相方や自身の長男とコンビを組むという案も浮かんでいたが結局はピンでの活動に落ち着いた。現在でも「ちゅ〜〜と（中途）半端やなぁ〜!!」は”つかみ”として使用する。大西は太陽美術館にて画家として活動中。
「ちゅ〜〜と（中途）半端やなぁ〜!!」というギャグは、当時台本を執筆していた木村佳史により考案された。ある寄席の楽屋で、冨好の「僕はほんま中途半端ですわ。乗ってる車はカリーナやし、家は23坪、芸能人としては華ないし…」というぼやきを耳にした木村がそれを漫才のネタとして取り入れ、『上方演芸会』（NHK）にて新作として披露。その後、『ABCホリデーワイド』にて生放送で大爆笑が起きたことをきっかけに、ギャグが大ヒットした。ちゃらんぽらんが第28回上方お笑い大賞「金賞」を受賞した1999年、木村は上方お笑い大賞「秋田實賞」を受賞している。

## ギャグ
- ちゅ〜〜と（中途）半端やなぁ〜!!
- 知らんわ〜

## 受賞歴
- 1985年 日本テレビ お笑いスター誕生!! 第5回オープントーナメントサバイバルシリーズ 優勝
- 1985年 第6回ABC漫才・落語新人コンクール 漫才の部・最優秀新人賞
- 1985年 昭和59年度 第15回NHK上方漫才コンテスト 最優秀賞
- 1985年 第20回上方漫才大賞 新人賞
- 1999年 第34回上方漫才大賞 奨励賞
- 1999年 第28回上方お笑い大賞 金賞
- 2000年 第35回上方漫才大賞 大賞

## 出演

### 現在（冨好）

#### テレビ
- 冨好&エリ・まき・早希ドキドキ初体験! ボートピア・ピュアデート（サンテレビ）
- 吉本陸上競技会（MBSテレビ）第1回から出場

#### ラジオ
- MBSベースボールパーク番外編・日曜日（MBSラジオ） - 2015年度は冨好が同番組でよく発する口癖「伸びしろ」（nobishiro）が番組メールアドレスに採用された。
- Hit&Hit! 月曜日アシスタント（ラジオ大阪）- 2022年4月4日放送分より、パーソナリティの高岡美樹とは『ちゃらんぽらんの元気もってこい!』以来18年半ぶりのレギュラー共演。
- シン・ラジオ_-ヒューマニスタは、かく語りき- 金曜日（BAYFM）- 2022年4月の開始当初よりヒューマニスタ（パーソナリティ）の友近と電話出演にてトークを行う。

### 過去

#### テレビ
- バラエティー生活笑百科（NHK大阪）
- クイズもってけ!パラダイス（福井テレビ）
- 住之江競艇中継（サンテレビ）
- 爆笑レッドカーペット（フジテレビ）冨好のみ。キャッチコピーは「このベテラン知ってますか？」
- EXILE GENERATION（日本テレビ）冨好のみ

#### ラジオ
- さんちか・サテライト・ナウ（ラジオ関西）
- おおさかパワーワイド ちゃらんぽらんの元気もってこい!（ラジオ大阪）

#### CM
- 尼崎センタープール（1998年）
- ミドリ電化（2000年 - 2002年）